# R.I.S. - Delitti imperfetti
R.I.S. - Delitti imperfetti è stata una serie televisiva italiana, andata in onda in prima visione su Canale 5 dal 2005 al 2009.
La serie racconta le avventure del reparto investigazioni scientifiche di Parma, uno dei quattro reparti dell'Arma dei Carabinieri incaricati di svolgere indagini tecniche e scientifiche sul territorio italiano. Nel 2010 è stato realizzato il suo spin-off, R.I.S. Roma - Delitti imperfetti, che vede il tenente Daniele Ghirelli e il tenente Flavia Ayroldi trasferirsi dai R.I.S di Parma ai R.I.S di Roma, unendosi a una squadra completamente nuova.

## Trama

### Sinossi
La struttura della serie prevede una linea gialla, che si dipana nell'ambito degli episodi di una stagione, centrata o sulla figura di un criminale particolarmente pericoloso (cioè di un serial killer), oppure, come nel caso della quinta stagione, di una setta di criminali la cui cattura mette a dura prova l'abilità dei protagonisti; contemporaneamente, è presente una serie di casi di puntata che vengono risolti all'interno di ogni episodio.

### Prima stagione
Nella prima stagione gli uomini del capitano Riccardo Venturi devono affrontare un dinamitardo sadico e intelligente che costruisce bombe in miniatura nascondendole in vari oggetti di uso comune. Fin dai primi episodi, per qualche strano motivo, "l'Uomo delle Bombe" (così soprannominato dai media) prende di mira il capitano Venturi, cercando di colpirlo inserendo una bomba in una bibita energetica. Riuscirà ad arrivare al cuore dei R.I.S. come nessuno aveva mai fatto prima, inviando una bomba nascosta all'interno di un reperto. Contemporaneamente il R.I.S. di Parma si occupa di "casi più semplici" come omicidi seriali, "delitti in famiglia", stupri, rapimenti e casi ispirati alla recente cronaca italiana. Insieme alla storia si dipanano anche delle sottotrame che vedono protagonista la vita privata dei componenti della squadra: la morte dei genitori di Venturi, risalente a diversi anni prima; lo stupro di Anna, avvenuto quando lei era diciottenne; l'incidente di Francesca De Biase, la figlia del maresciallo Vincenzo De Biase, che cammina con la sedia a rotelle da quando ha 9 anni; i rapporti amorosi del tenente Testi e quelli tra i colleghi. La serie culmina con l'ultima bomba che il dinamitardo invia al R.I.S. per cercare di uccidere Anna. Ma l'intervento di Venturi all'ultimo momento la salva distruggendo, però, il laboratorio.

### Seconda stagione
Un nuovo arrivo nel R.I.S.: si tratta del tenente Giorgia Levi, psicologa e criminologa assunta per tracciare un profilo psicologico del serial bomber. L'Uomo delle Bombe nel frattempo mira sempre più in alto: uccide il tenente Anna Giordano, avvelenandola con un bracciale. La disperazione del capitano Riccardo Venturi, che aveva una relazione con la ragazza, e la determinazione degli uomini del R.I.S. portano all'arresto del serial killer, che però nega il coinvolgimento negli omicidi. Ma la verità è scottante: l'arrestato non è l'Uomo delle Bombe, bensì il fratello gemello; i due erano stati separati alla nascita e nessuno sapeva dell'esistenza dell'altro. La caccia all'Uomo delle Bombe si conclude, o almeno così sembra, presso Borgo Val di Taro, in cima a una diga dalla quale l'Uomo delle Bombe si butta. Ma il corpo non viene ritrovato: Venturi non riesce a credere alla morte dell'uomo e si butta testardamente alla sua ricerca, finendo addirittura in licenza per le sue sfuriate. Alla fine, però, il capitano riesce a dimostrare che l'Uomo delle Bombe è vivo e che si è salvato tramite uno speciale giubbotto di silicone. Ritornato in servizio, il capitano riprende la caccia al dinamitardo, che culmina in un violento scontro a fuoco, dove rimane ucciso il gemello del serial killer e ferito lo stesso Venturi. Sollevato dall'incarico, riuscirà comunque a sventare l'ultimo attentato e a catturare l'Uomo delle Bombe. Intorno alla trama centrale, naturalmente, ruotano delle sotto-trame che parlano di delitti, stupri, omicidi seriali, delitti satanici, suicidi, rapine e rapimenti. In questa stagione si darà particolarmente spazio al carattere di Venturi e in un episodio si scoprirà anche ateo (L'ultimo saluto). Continua nel frattempo la lotta di Martinelli contro la fabbrica che ha fatto ammalare il padre e nasce un amore fra lo stesso Martinelli e la nuova arrivata Giorgia Levi. La storia fra Davide e Francesca De Biase termina quando questa decide di andare a curare le sue gambe e studiare negli Stati Uniti.

### Terza stagione
Martinelli è promosso a capitano e trasferito a Messina. A sopperire l'assenza arriverà, però, Francesca De Biase che, con la sua ilarità, porterà una ventata di freschezza nei laboratori di Parma. Riccardo Venturi, dopo la perdita di Anna, è diventato ancora più metodico e preciso nel suo lavoro. L'Uomo delle Bombe, intanto, è in carcere e viene condannato all'ergastolo e al regime d'isolamento: si scoprirà tuttavia che la vicenda è tutt'altro che conclusa. Al R.I.S. giunge un pacco anonimo per il capitano Venturi dove, all'interno, conservato in una scatola, c'è un dito di donna amputato recentemente. Grazie all'anello il gruppo risalirà alla vittima e, una volta giunto al sopralluogo nella casa della donna, verrà rinvenuto un DVD per il capitano. All'interno è inciso il video di una donna, legata a un lettino, imbavagliata e costretta a subire allucinanti torture. Venturi pensa che si tratti di un serial killer e gli viene data ragione quando, grazie all'analisi di una larva ritrovata nella casa della vittima, giungono in un bosco e trovano i cadaveri sepolti di due donne diverse: una già ridotta a scheletro e un'altra morta recentemente. Gli scienziati capiranno che c'è un nuovo serial killer in circolazione e che ha iniziato una sfida personale con il capitano Venturi, emulando l'uomo delle bombe. Durante la serie Venturi avrà una relazione con una giornalista ma, quest'ultima, verrà rapita e uccisa dal nuovo serial killer. L'autopsia non lascia dubbi; il seriale lascia morire le donne di inedia, nel modo più atroce possibile, tra torture e amputazioni in un ex-ospedale psichiatrico.
Lo stesso seriale invierà un pacco bomba alla Levi che però esploderà in mano a Venturi costringendolo al coma e lasciandogli un grave problema alla mano che gli impedisce di tenere gli oggetti in equilibrio. Il nuovo assassino andrà addirittura a fare visita al capitano mentre è in ospedale. Alla fine si scopre che il serial killer è lo psichiatra che ha stilato il profilo psicologico dell'uomo delle bombe: Carlo Vasari. Si scoprirà che l'uomo era il fratello di una ragazza lesbica accusata di aver ucciso la fidanzata a colpi di treppiede. Venturi si era occupato del caso e aveva fatto arrestare la ragazza nonostante il vero colpevole fosse stato il fratello che voleva "punire" la fidanzata della sorella in quanto adultera. Una volta arrestata, Anna Maria Orazi (questo il nome della sorella) aveva avuto una crisi psichica ed era stata ricoverata in un ospedale psichiatrico (lo stesso dove il serial killer tiene prigioniere le sue vittime) dove, rifiutando il cibo, si era lasciata morire di stenti. Vasari, prima di essere scoperto, rapisce Francesca e la tiene prigioniera prima in una stanza di un villino campagnolo e poi, dopo il risveglio della ragazza, in una grotta labirinto dopo averla avvelenata con del botulino. In una colluttazione con Venturi, Vasari rimane ferito dal maresciallo De Biase con un colpo di pistola. Portato all'ospedale entrerà in coma ed, al suo risveglio, confesserà il luogo della prigionia di Francesca all'uomo delle bombe prima di suicidarsi in ospedale con un coltello. L'Uomo delle Bombe scorterà Venturi al luogo dove si trova Francesca ma scapperà e troverà la morte per mano di Davide. Venturi si cala all'interno della grotta e con la mano disabile rompe il vetro infrangibile che lo separa da Francesca e le inietta un antidoto al botulino che la fa risvegliare. Completamente ferito dai vetri e dalle corde, Venturi riesce a salvare la piccola Francesca e a portarla all'ospedale. La serie si chiude con il generale Tosi che avverte Venturi: se il problema alla mano non si risolverà, sarà costretto a dare il congedo permanente. Naturalmente, intorno alla storia del seriale, girano le indagini più semplici tratte dai casi di cronaca italiana come delitti, stupratori seriali, rapimenti, rapine a mano armata e "omicidi in famiglia".

### Quarta stagione
Un nuovo personaggio entra a far parte del Reparto Investigazioni Scientifiche di Parma: il sottotenente Daniele Ghirelli (detto "Ghiro"), specialista in informatica forense. Davide Testi è definitivamente partito per Messina seguendo il capitano Martinelli. Francesca De Biase, invece, è promossa maresciallo. In questa stagione, il capitano Riccardo Venturi e la sua squadra dovranno fermare "il mostro delle diciottenni": uno spietato serial killer che uccide ragazze di diciotto anni, more e con gli occhi azzurri, lasciando come segno identificativo un piercing che applica sulla pelle delle ragazze. Ma l'aspetto più inquietante è che il mostro non lascia nessuna traccia dietro di sé. Dal profilo psicologico elaborato dal tenente Levi si scopre che è un esibizionista e che raggiunge il massimo perverso godimento bonificando totalmente la scena del crimine tramite le tecniche della scientifica. Si scopre che, per non lasciare tracce, l'assassino utilizza tute bianche anticontaminazione, proprio come quelle dei R.I.S. Sulla quarta vittima, però, la Morandi, in sede autoptica, trova una macchia di sangue appartenente al mostro. Gli scienziati ne estraggono il profilo genetico e, all'interno del sangue, vengono rinvenute tracce di un farmaco antipsicotico in via sperimentale: questo li conduce ad un istituto psichiatrico, dove trovano un autolesionista al quale prelevano un campione di DNA, che coincide perfettamente con quello ritrovato sul corpo della vittima. L'uomo viene arrestato, ma si scopre che è innocente e che si è assunto la responsabilità degli omicidi solo per esibizionismo. Il mostro colpisce ancora, ma si è lasciato alle spalle un testimone, un pittore dilettante di nome Castaldi: egli è stato investito dal mostro mentre quest'ultimo rapiva una ragazza. Grazie alle tracce rimaste sulla sua borsa i carabinieri riescono a salvare una vittima. La ragazza era stata legata a una diga dove, allo scadere del tempo, sarebbe stata sommersa dall'acqua.
Le indagini proseguono e i Carabinieri trovano un nesso tra le vittime: tutte quante erano in cura dallo stesso ginecologo, il dottor Marini, che viene indagato; sul suo computer vengono trovate tracce di pornografia minorile. L'uomo era attratto dalle ragazze diciottenni, e le filmava senza che se ne accorgessero durante le sedute delle visite. Il ginecologo viene condotto in carcere, ma si suicida impiccandosi al soffitto. Venturi aveva cominciato a nutrire dei dubbi sulla sua colpevolezza fin dall'inizio. La risposta del seriale non tarda ad arrivare. Il mostro rapisce proprio la figlia del ginecologo, Chiara Marini, e la tiene prigioniera in una centrale elettrica dopo aver creato un sadico gioco: tramite una webcam inizia a riprendere la ragazza e invia il video alle televisioni, minacciando di ucciderla se la trasmissione fosse stata interrotta. Grazie a Ghirelli e a Venturi la ragazza riesce a scappare, ma il mostro la cattura e la uccide. L'indagine sul mostro delle diciottenni culmina nella cattura e nell'omicidio per legittima difesa da parte di Ghirelli, di Tommasi, l'assistente del ginecologo Marini. Dopo aver baciato la Levi, Venturi davanti alle telecamere della trasmissione televisiva Matrix decide di assumersi la responsabilità di quanto avvenuto nel caso Marini e di dimettersi dall'Arma. L'intervento del generale Tosi, tuttavia, lo fa tornare in servizio. Venturi non è convinto della risoluzione del caso e chiede alla Levi di elaborare un ennesimo profilo psicologico, dal quale emerge che il killer è ancora in libertà. Tommasi era il "braccio", che aveva eseguito alcuni delitti dopo essere stato manipolato psicologicamente dalla "mente superiore", che era il vero mostro delle diciottenni. Una sera, dentro casa sua, Venturi trova il corpo di una ragazza diciottenne, mora con gli occhi azzurri. La causa della morte è una torsione violenta del collo e la conseguente rottura di una vertebra cervicale. Il mostro le ha inoltre applicato il piercing sui genitali perché la ragazza era ancora vergine. Si scopre l'identità della ragazza, una suora novizia in un monastero di clausura.
Sul luogo del rapimento vengono rinvenute le impronte digitali di Ghirelli, che viene accusato di essere il serial killer. Ghirelli viene sospeso ma riesce a dimostrare che il mostro ha prelevato le sue impronte da qualche parte e le ha clonate tramite il computer sulla superficie del porta candele. Contemporaneamente arrivano le analisi di laboratorio sui residui trovati nei vestiti dell'ultima vittima. È terra rossa dei campi da tennis che li conduce a un laboratorio sotterraneo del mostro dove trovano la camera delle torture, il laboratorio per bonificare la scena del crimine e il bicchiere dal quale il mostro ha preso le impronte di Ghiro. All'interno ci sono tracce di un farmaco antidolorifico che Ghirelli non ha mai assunto ma che ha passato al pittore, testimone oculare del rapimento, durante una sua visita in ospedale. Il serial killer è Castaldi diventato nel frattempo il fidanzato di Giorgia. Quest'ultima lo capisce mentre si trova a casa sua e il mostro inizia a inseguirla nel bosco della villetta. Giorgia è impaurita, ferita, delusa, demoralizzata e si salva grazie al tempestivo intervento dei suoi colleghi. A questo punto inizia una feroce caccia all'uomo nei confronti di Castaldi che in realtà si chiama Andrea Gandin. Castaldi era il nome di un artista depresso che Gandin aveva aiutato a suicidarsi. L'aveva quindi seppellito e ne aveva assunto l'identità nonostante fosse incensurato.
Si scoprirà che Gandin era il fidanzato di una ragazza morta in un tragico incidente sulle Dolomiti dieci anni prima, durante una scalata con una sua amica. Gandin, a ragione, aveva accusato quest'ultima di averla uccisa ma i giudici non gli avevano dato retta. La ragazza accusata dell'omicidio all'epoca aveva diciotto anni, i capelli scuri e gli occhi azzurri. Gandin aveva deciso, quindi, di specializzarsi in criminologia e informatica per poter diventare un perito e provare l'omicidio della sua ragazza, cosa che aveva causato in lui un violento crollo psicologico. Ma durante l'esame per entrare nei RIS era stato rifiutato e, allora, aveva deciso di far nascere "il mostro delle diciottenni". Venturi infatti si ricorda di averlo già incontrato durante gli esami d'ammissione e Ghirelli era stato preso di mira da Gandin proprio perché gli aveva soffiato il posto. Rapisce la sorella dell'amica della fidanzata per vendicarsi, ma l'ostaggio viene scambiato con il tenente Levi. Durante l'ultima puntata il mostro riesce a imprigionare sia il capitano Venturi, sia il tenente Levi in una centrale eolica. Chi dei due avesse provato ad aprire la porta avrebbe fatto esplodere una bomba nella centrale dell'altro. Tramite un computer Venturi e la Levi possono vedersi, dichiarandosi amore. Nei piani di Gandin uno dei due deve morire. La Levi e Venturi inoltre non possono uscire contemporaneamente perché il segnale audio dei due computer è differito di un paio di secondi. Quindi sincronizzare l'uscita diventa impossibile. Ma grazie al verso di un uccello che entrambi sentono riescono finalmente a sincronizzarsi e ad uscire incolumi entrambi. Gandin viene catturato dai colleghi di Venturi accorsi immediatamente.
Intorno alla trama del serial killer ruotano le sottotrame che parlano di omicidi ed altro tra cui un possibile attacco con l'antrace nell'Ufficio Poste. Due episodi Il peso della tradizione e La strage sono molto inerenti alla cronaca nera italiana di quei mesi, in quanto ispirate all'omicidio della giovane Hina e alla strage di Erba, un altro episodio cioè Delitto in facoltà è ispirata all'Omicidio di Marta Russo e Il legionario a quella di Andrea Ghira del Massacro del Circeo. In un episodio fa la sua comparsa anche Enrico Mentana in un cameo nei panni di sé stesso, quando alla trasmissione Matrix viene invitato Venturi. Si scoprirà che il fratello di Rinaldi si era suicidato anni prima dopo aver rapito un bambino di dieci anni per chiedere un riscatto insieme alla moglie e a due amici. Il bambino, però, era stato assassinato da uno dei suoi complici e, dal rimorso per la sua azione, si era suicidato. Il serial killer uccide sei ragazze occultando anche il corpo del vero Castaldi. La prima vittima è stata annegata tramite l'iniezione di un sonnifero particolarmente potente e viene trovata nuda dentro la vasca da bagno. La seconda vittima è stata soffocata dentro la sua macchina, la terza è stata strangolata e poi impiccata, la quarta è stata avvelenata tramite una polpetta alla cicuta dopo aver subito allucinanti torture, la quinta è stata pugnalata alla schiena e alla sesta è stato spezzato il collo che ha causato una paralisi diaframmatica e il successivo soffocamento. In questa stagione di R.I.S. - Delitti imperfetti non sono mancate le storie d'amore. Il tenente Levi è protagonista di ben tre storie d'amore: all'inizio si frequenta con il tatuatore che le ha disegnato una farfalla dietro il collo, poi con il pittore Castaldi in realtà Gandin, che successivamente si scoprirà essere il serial killer, e, infine, con il capitano Venturi: infatti la loro attrazione era evidente già dalla terza stagione della serie, ma il capitano Venturi si fa avanti solo alla fine della quarta stagione. Anche il maresciallo Vincenzo De Biase avrà una storia con il giovane maresciallo della territoriale Michela Riva: credendo in un futuro con la Riva, pensa anche a un trasferimento nella territoriale, ma la storia finisce. Finalmente il tenente Rinaldi ricambia l'amore per la dottoressa Morandi, che però, a sorpresa, lo lascia.

### Quinta stagione
All'inizio della stagione il tenente Giorgia Levi è fidanzata con il capitano Riccardo Venturi, ma in seguito al tentato suicidio e, al successivo omicidio, da parte di una guardia giurata, del serial killer catturato nella quarta stagione: in quanto durante un colloquio iniziale col la poliziotta iniziava a sentirsi perseguitato dalle sue vittime, definito da Giorgia psicologicamente debole sia per fare il poliziotto che il killer, decide di abbandonare l'Arma e lasciare Venturi per trasferirsi in Puglia a condurre studi di psicologia. Francesca De Biase non fa più parte della squadra dei R.I.S. perché si è trasferita a Roma per seguire il corso da Tenente. In questa stagione il R.I.S. di Parma si troverà a indagare su una serie di inspiegabili ed efferati delitti, che portano il capitano Venturi a sospettare dell'esistenza di una setta i cui adepti, con feroci azioni criminali, vogliono sovvertire la società o fare qualcosa di ancora peggio. Nel frattempo, entrano a far parte della squadra del capitano la giovane sottotenente Flavia Ayroldi, di madre giapponese, lesbica, specializzata in entomologia forense, e la psicologa Veronica Gambetta, consulente esterna esperta in movimenti e sette religiose e/o sataniche, oltre che ex-compagna di studi di Giorgia Levi. Viene scoperto che i responsabili degli omicidi fanno parte della setta degli "Eletti" i cui membri sono convinti di essere superiori agli altri, si può ricondurre questa ideologia a quella nazista. In questa stagione il maresciallo Vincenzo De Biase, durante un'indagine, conoscerà Stella, una cantante della quale presto si innamorerà. La serie si conclude con i complimenti del generale Tosi alla squadra del R.I.S.

## Episodi
| Stagione         | Episodi | Prima TV |
| ---------------- | ------- | -------- |
| Prima stagione   | 12      | 2005     |
| Seconda stagione | 16      | 2006     |
| Terza stagione   | 16      | 2007     |
| Quarta stagione  | 20      | 2008     |
| Quinta stagione  | 20      | 2009     |

## Personaggi e interpreti

### Personaggi principali
- Riccardo Venturi (stagioni 1-5), interpretato da Lorenzo Flaherty.
È il capitano a capo del reparto investigazioni scientifiche dell'Arma dei Carabinieri di Parma.
- Vincenzo De Biase (stagioni 1-5), interpretato da Ugo Dighero.
È il maresciallo capo, uno dei più fidati uomini di Venturi oltreché suo grande amico.
- Anna Giordano (stagioni 1-2), interpretata da Nicole Grimaudo.
È il tenente dei R.I.S. che avrà una breve relazione con Venturi.
- Fabio Martinelli (stagioni 1-2, guest 3), interpretato da Filippo Nigro.
È un tenente che verrà promosso capitano. Lascerà i R.I.S. di Parma per trasferirsi a Messina ma collaborerà ancora con i colleghi di Parma nella terza stagione.
- Davide Testi (stagioni 1-3), interpretato da Stefano Pesce.
È un sottotenente che diventa tenente
- Marcello Sepi (stagioni 1-3) e Luca Grassi (stagione 2), interpretati da Leonardo Treviglio.
È l'uomo delle bombe che terrorizza Parma e che sfida Venturi nelle prime due stagioni prima di essere arrestato.
- Francesca De Biase (stagioni 1-5, guest 2), interpretata da Giulia Michelini.
È la figlia di Vincenzo De Biase. Da bambina è stata investita da un'auto in fuga e ha passato diversi anni in sedia a rotelle fino a quando si è operata negli Stati Uniti. Tornata a Parma, entra nei RIS come carabiniere scelto venendo poi promossa maresciallo.
- Claudia Morandi (stagioni 1-5), interpretata da Gea Lionello.
È il medico legale che lavora con i RIS.
- Giacomo Tosi (stagioni 1-5), interpretato da Nino D'Agata.
È il generale di brigata, superiore di Venturi.
- Antonio Di Maio (stagioni 1-5), interpretato da Diego Ribon.
È il PM che collabora con i RIS.
- Edoardo Rocchi (stagioni 2-5), interpretato da Paolo Maria Scalondro.
È il capitano della territoriale che collabora con la squadra di Venturi per diversi anni.
- Giorgia Levi (stagioni 2-5), interpretata da Romina Mondello.
È un tenente dei RIS e vecchia conoscenza di Venturi.
- Carlo Vasari (stagione 3), interpretato da Alfredo Pea.
È il misterioso psichiatra che certifica che l'uomo delle bombe era perfettamente in grado di intendere e di volere. Inoltre è il killer della terza stagione.
- Giovanni Rinaldi (stagioni 3-5), interpretato da Michele Venitucci.
È un tenente dei RIS che si trova a dover risolvere anche il caso della morte del proprio fratello e che lascerà la squadra per trasferirsi a Verona per stare vicino alla cognata e al nipotino.
- Max Castaldi/Andrea Gandin (stagioni 4-5), interpretato da Giorgio Lupano.
È un artista misterioso che frequenta Giorgia Levi e che nasconderà un grande segreto.
- Daniele Ghirelli (stagioni 4-5), interpretato da Fabio Troiano.
È un sottotenente esperto di informatica fresco di corso dove ha conosciuto Venturi che lo ha valutato attentamente. Verrà promosso tenente e avrà una relazione con la dottoressa Gambetta.
- Flavia Yoshiko Ayroldi (stagione 5), interpretata da Jun Ichikawa.
È l'ultima arrivata nella squadra di Venturi. Di origine giapponese, il sottotenente è un amante degli insetti e non si fa corteggiare dai colleghi poiché è omosessuale.
- Veronica Gambetta (stagione 5), interpretata Magdalena Grochowska.
È la dottoressa che collabora con i RIS all'indagine sulla setta e che avrà una relazione con il tenente Ghirelli.
- Giacomo Adler (stagione 5), interpretato da Luca Biagini.
È un professore universitario che si scoprirà essere il capo della setta.

### Personaggi secondari
- Bruno Corsini (stagione 1), interpretato da Giampiero Judica.
È un capitano del reparto territoriale dell'Arma dei Carabinieri.
- Laura Vannucci (stagione 2), interpretato da Lorenza Indovina.
È la professoressa universitaria di Davide Testi.
- Tenente Savelli (stagione 2), interpretato da Luciano Scarpa.
È un tenente della territoriale.
- Sara Melli (stagione 3), interpretata da Micaela Ramazzotti.
È la nuova coinquilina e fidanzata di Davide Testi.
- Daria Di Giacomo (stagione 3), interpretata da Sandra Franzo.
È una giornalista che sta scrivendo un libro sull'uomo delle bombe e che avrà modo di frequentare Venturi.
- Marco Belisario (stagione 3, 5), interpretato da Vanni Bramati.
È il capitano dei ROS che collabora con la squadra di Venturi.
- Tenente Spada (stagioni 3-5), interpretato da Marco Giuliani.[N 1]
È il tenente della territoriale che sostituisce Savelli.
- Michela Riva (stagione 4), interpretata da Giorgia Surina.
È un maresciallo ordinario che collabora con i RIS e che frequenterà Vincenzo De Biase sebbene sia molto più giovane di lui.
- Federico Adorni (stagione 5), interpretato da Flavio Pistilli.[N 2]
È uno degli adepti del professor Adler e killer spietato della setta.
- Stella Milanetto (stagione 5), interpretata da Valentina Carnelutti.
È una cantante che verrà accusata dell'omicidio del marito. Vincenzo De Biase la sosterrà e tra i due nascerà qualcosa fintanto che il carabiniere si metterà in aspettativa per seguire la cantante come promoter.
- Manlio Pasinato (stagione 5), interpretato da Alberto Gimignani. È il PM che sostituirà Antonio Di Maio, ucciso dalla Setta degli Eletti.
- Maresciallo Greco (stagione 5), interpretato da Gianluca Ansanelli.
È il nuovo maresciallo dei RIS.

## Produzione
Prodotta da Taodue per RTI, la serie è ideata da Pietro Valsecchi e scritta da Daniele Cesarano, Barbara Petronio e Leonardo Valenti, cui sono subentrati come story editor Massimo Martella e Luca Monesi nel 2008.
R.I.S. - Delitti imperfetti si è conclusa dopo cinque stagioni, generando uno spin-off dal titolo R.I.S. Roma - Delitti imperfetti sempre prodotto da Taodue a opera di Massimo Martella e Mauro Casiraghi in qualità di story editor, in onda dal 2010 al 2012 sempre su Canale 5.
A differenza da quanto mostrato nella fiction, nella realtà l'organizzazione del RIS è molto più complicata ed estesa, essendo diviso in diverse sezioni specializzate e facente capo al RaCIS. La maggior parte del personale ad esso interno e che svolge le attività di repertazione, ricerca e laboratorio ricopre gradi "inferiori" di solito non superiori a quelli di Sottufficiale (maresciallo capo o aiutante). Gli ufficiali sono invece a capo dei laboratori e delle sezioni, svolgendo il ruolo di comando direttivo ed organizzativo del RIS.
Altre differenze con la realtà riguardano i compiti e le situazioni d'ingaggio dei RIS, che nella serie vengono rappresentati più similmente a quelli dei franchise americani CSI. Infatti nella realtà il personale del RIS non si occupa mai direttamente della parte di coinvolgimento "d'azione"; tuttavia è a stretto contatto e collabora dal punto di vista investigativo con i vari comandi territoriali e le varie relative sezioni dei comandi provinciali (SIS), i quali portano alla risoluzione dei casi, con arresti ecc.

## Opere derivate
- Dopo la sua conclusione al termine della quinta stagione, R.I.S. - Delitti imperfetti ha generato uno spin-off, R.I.S. Roma - Delitti imperfetti. In questa nuova serie, dopo lo scioglimento della squadra R.I.S. di Parma, il Tenente Daniele Ghirelli e la sua collega, il Tenente Flavia Ayroldi, vengono trasferiti a Roma, dove entrano a far parte del nuovo gruppo R.I.S. di Roma guidato dal giovane Capitano Lucia Brancato, la quale ha avuto il compito di formare una nuova squadra R.I.S. con i giovani elementi più promettenti dell'Arma. R.I.S. Roma - Delitti imperfetti ricalca la trama della serie madre, con alcune differenze: una nuova location, un nuovo capitano donna, e una squadra R.I.S. composta da carabinieri giovani, e per questo, a volte ancora inesperti.
- La serie ha inoltre avuto un remake francese, R.I.S. Police scientifique, prodotta per nove stagioni dal 2006 al 2014. In Germania invece l'emittente Sat.1 propone R.I.S. Die Sprache der Toten. La versione più recente è quella spagnola, R.I.S. Cientifica, in onda su Telecinco, che però non ha avuto successo ed è stata cancellata dopo una stagione. In Slovacchia invece STV ha proposto la versione originale. In Grecia viene riproposta la versione originale italiana (con sottotitoli in greco) dal canale Makedonia TV.
- Alcuni personaggi di R.I.S. - Delitti imperfetti sono stati protagonisti del primo caso italiano di crossover tra due serie televisive. Nell'episodio Un'azione inattesa della prima stagione della serie televisiva Intelligence - Servizi & segreti, andato in onda il 19 ottobre 2009, sono presenti il Capitano Riccardo Venturi (Lorenzo Flaherty), il Maresciallo Vincenzo De Biase (Ugo Dighero) e il Tenente Daniele Ghirelli (Fabio Troiano), chiamati ad analizzare una scena del crimine, i quali interagiscono con uno dei protagonisti di Intelligence - Servizi & segreti, l'agente Antonio Mosca (Salvatore Lazzaro). Questo crossover è stato possibile grazie al fatto che sia R.I.S. - Delitti imperfetti che Intelligence - Servizi & segreti sono prodotte dalla Taodue di Pietro Valsecchi.
- L'8 febbraio 2008 è uscito R.I.S. - Delitti imperfetti, videogioco ufficiale delle serie televisiva. Nel videogioco il giocatore deve risolvere con vari strumenti tecnologici 4 casi che gli vengono proposti, ambientati in una Roma accuratamente riprodotta. La trama si svolge dopo gli eventi della terza stagione e vede la squadra del Capitano Venturi indagare su questi omicidi che verranno poi collegati a un serial killer, che per motivi sconosciuti lancerà una sfida nel corso dell'avventura. Sulla rivista italiana di videogiochi The Games Machine, precisamente nel numero 234 del maggio 2008, il gioco ha preso una votazione di 57/100. Tra i pregi la fedeltà alla serie televisiva e le scene di intermezzo, tra i difetti la grafica superata e una longevità molto ridotta a causa della difficoltà media troppo bassa[2].